# The Wawona Hotel and Studio
The Wawona Hotel and Studio – ou Wawona Hotel and Pavilion – est un district historique américain à Wawona, dans le comté de Mariposa, en Californie. Protégé au sein du parc national de Yosemite, il est inscrit au Registre national des lieux historiques depuis le 1er octobre 1975 et est classé National Historic Landmark depuis le 28 mai 1987. Il comprend notamment le bâtiment principal du Wawona Hotel et le Wawona Visitor Center, construits respectivement en 1876 et 1886.